# Rodero
Rodero is een gemeente in de Italiaanse provincie Como (regio Lombardije) en telt 1109 inwoners (31-12-2004). De oppervlakte bedraagt 2,5 km², de bevolkingsdichtheid is 537 inwoners per km².

## Demografie
Rodero telt ongeveer 424 huishoudens. Het aantal inwoners steeg in de periode 1991-2001 met 6,1% volgens cijfers uit de tienjaarlijkse volkstellingen van ISTAT.
| Jaar | Inwoneraantal |
| ---- | ------------- |
| 1991 | 1011          |
| 2001 | 1073          |

## Geografie
Rodero grenst aan de volgende gemeenten: Bizzarone, Cagno, Cantello (VA), Valmorea, Stabio (Switzerland).